# 闇の狩人
『闇の狩人』（やみのかりうど）は、池波正太郎の時代小説、またそれを原作とした映画・テレビドラマ（時代劇）。

## 概要
盗賊・雲津の弥平次は、湯治先の温泉で記憶喪失の若い侍と出会う。その侍は、他人を引き付ける温和さと凄腕の剣術を持っていた...これは弥平次によって「谷川弥太郎」の名をもらったその侍の、奇妙に繋がった縁と、江戸の暗黒街を描いた池波版ピカレスク小説である。
なお、一種のスター・システムを意識したのか、物語の登場人物や店の名前など、他の池波作品に出演・登場する名前が多々ある。

## 登場人物
雲津の弥平次
この物語の主人公の1人。本格の大盗・「釜塚の金右衛門」配下の盗賊。40歳近い（登場当時）とは思えない筋力と変装術を併せ持つ。怪我を癒すべく立ち寄った湯治先の温泉で出会った侍・谷川弥太郎と、金右衛門の死による伴助と新兵衛の対立、香具師の顔役による江戸の闇世界の権力争いが彼の運命を変えていく。困った人間をそのままにはしておけない、義理人情に厚い性格。金右衛門の死を期に、盗賊の世界から足を洗い、おしまと2人で静かに暮らしていこうと考えている。
谷川弥太郎（笹尾平三郎）
もう1人の主人公。怪我を負い記憶喪失となっていたところを弥平次に助けられる。一流の剣の腕と心優しさを持つ二枚目で、出会う人全てに好印象をあたえている。記憶喪失をいいことに、清右衛門により敵対勢力を消す「仕掛人」として使われている。記憶が飛んでいるためか、時々とんでもないことをする傾向があり、弥平次をはらはらさせている。どうやらお家騒動に巻きこまれているらしい。自分の過去がわからないことには、それほど拘っていない様だ。
五名の清右衛門
両国・本所の香具師の顔役。はじめは弥太郎に同情していたが、「白金の徳蔵を倒し江戸の暗黒街を牛耳る」という己の野心のために、弥太郎を敵対勢力を始末する「仕掛人」に仕立て上げ利用している。ちなみに、『仕掛人・藤枝梅安』の第１作「おんなごろし」にも同名の人物が登場するが、同一人物かどうかについては明らかにされていない。
おしま
弥平次の女房同然になっている女。もともと水茶屋の下女だったが、弥平次に見初められ2人で「三政」で暮らしている。男っぽいところがあるらしく自分では「なぜ弥平次と長続きするかわからない」と思っているが、亀次郎曰く「長続きするいい女」。
政七
居酒屋「三政」の主人。元は釜塚の配下。弥平次と弥太郎のために一肌脱ぐ。堅気の世界に飽き始めている。
徳次郎
船宿「よしのや」の亭主で、元盗賊・蓑火の喜之助配下。政七や弥平次と知り合いで、追われる弥平次と弥太郎を匿う。
長助
芝の目明しで、清右衛門の実弟。清右衛門から得た情報を、他の顔役や盗賊に流している。兄である清右衛門に対する忠誠心はあまりないようだ。
お浜
清右衛門の女房。変わりゆく亭主に苦い思いを抱いている。弥太郎に好感を持つ1人。白髪の老婆だが朝から酒を飲む大酒飲み。
芝の治助
芝・目黒一帯に縄張りを持つ香具師の顔役。長助に裏世界の情報を流している。清右衛門とともに白金の徳蔵の命と縄張りを狙う。
白金の徳蔵
品川・白金に縄張りを持つ香具師の顔役。まだ30代後半ながら闇社会に君臨し、「仕掛人」を大勢雇う。新兵衛に弥平次を殺す「仕掛」を頼まれたことにより弥平次・弥太郎との因縁が生まれる。
五郎山の伴助
金右衛門配下。新兵衛と頭なき後の跡目を争う。弥平次によって殺害される。
土原の新兵衛
金右衛門配下。伴助と跡目を争う。弥太郎によって斬られる。またこのことが弥平次に平穏をもたらす。

## 映画
松竹と俳優座の共同製作。監督は五社英雄。脚本の北沢直人は池上金男（のちの池宮彰一郎）の変名である。前年の五社、池上、仲代トリオによる『雲霧仁左衛門』の出来栄えに原作者が不満で脚本家交代を要求したため、この処置となった。

### キャスト
- 五名の清右衛門：仲代達矢
- 谷川弥太郎（笹尾平三郎）：原田芳雄
- おりは（萩野）：いしだあゆみ
- おもん：岸惠子
- お蓮：松尾嘉代
- 田沼意次：丹波哲郎
- 嘉助：藤田まこと
- 芝の治平：大滝秀治
- 般若院招巌：東野英治郎
- 写楽の松：夏木勲
- 五寸の寅松：成田三樹夫
- 日野の左喜松：室田日出男
- 笹尾善左衛門：加藤嘉
- 半場の助五郎：ハナ肇
- 河津の弥市：梅宮辰夫
- お咲：神崎愛
- お藤：水島彩子
- 桑野の定八：役所広司
- 染善の文吉：隆大介
- 岡っ引き：東八郎
- 白金の徳蔵：スマイリー小原
- 矢野宣
- 下国左門：千葉真一

### スタッフ
- 監督：五社英雄
- 脚本：北沢直人
- 音楽：佐藤勝（本作他で第3回日本アカデミー賞最優秀音楽賞受賞）
- 製作：佐藤正之、岸本吟一、杉崎重美
- 撮影：酒井忠
- 美術：西岡善信
- 編集：諏訪三千男

## その他
松田優作主演のテレビドラマ『探偵物語』の第6話「失踪者の影」で、イイヅカ（演：清水宏）が、「闇の狩人見ましたか?原田芳雄最高ですよ」と言い、それに対して工藤（演：松田優作）が「アイツ?あんまりうまい芝居とは思わないけどな」と言っている。

## テレビドラマ （1994年）
1994年4月1日にテレビ東京系で開局30周年記念時代劇スペシャルとして放送された。なお、2015年4月4日に時代劇専門チャンネルでHDリマスター版が放送されている。

### キャスト
- 谷川弥太郎：村上弘明
- 雲津の弥平次：蟹江敬三
- おみち・お順：畠田理恵（二役）
- おしま：姿晴香
- 伊藤又右衛門：西田健
- 信子：芦川よしみ
- 白金の徳蔵：穂積隆信
- お吉：栗田よう子
- 土原の新兵衛：椎谷建治
- 政七：真田健一郎
- 五郎山の伴助：中田浩二
- お浜：岸田今日子
- 五名の清右衛門：田村高廣

### スタッフ
- 監督：貞永方久
- 脚本：吉田剛
- 音楽：長部正和
- ナレーション：城達也
- 監修：市川久夫
- プロデューサー：江津兵太（テレビ東京）、田中浩三、佐々木淳一（松竹）
- 撮影：石原興
- 照明：中島利男
- 殺陣：谷明憲
- 製作担当：渡辺寿男、西村維樹
- 協力：エクラン演技集団
- 制作協力：京都映画株式会社（現：松竹撮影所）
- 制作：松竹、テレビ東京

## テレビドラマ（2014年）
時代劇専門チャンネルのオリジナル時代劇第6弾として、スカパー!・時代劇専門チャンネル・松竹が共同で製作した。
前編が2014年9月14日にBSスカパー!で、前編と後編が時代劇専門チャンネルで同年10月4日と10月5日にそれぞれ放送された。
第5回衛星放送協会オリジナル番組アワードで、オリジナル番組賞 最優秀賞（ドラマ番組部門）受賞。

### キャスト
- 雲津の弥平次：中村梅雀
- 谷川弥太郎：福士誠治
- おしま：風吹ジュン
- おみち：谷村美月
- 市兵衛：秋野太作
- 倉沢の与平：鷲生功
- 五郎山の伴助：真砂京之介
- 熊吉：谷口高史
- 日影の長次：池田勝志
- 徳次郎：鶴田忍
- 伊藤又右衛門：山口馬木也
- お吉：小林綾子
- 助五郎：吉見一豊
- 伊太郎：金山一彦
- 長助：梨本謙次郎
- おます：田村友里
- 五郎吉：青山勝
- 土原の新兵衛：本田博太郎
- 政七：石橋蓮司
- お浜：波乃久里子
- 釜塚の金右衛門：加藤武
- 五名の清右衛門：津川雅彦
- 園英子、多賀勝一

### スタッフ
- 監督：石原興
- 脚本：金子成人
- 音楽：遠藤浩二
- ナレーター：能村太郎
- 撮影：南野保彦
- 殺陣：宇仁貫三
- 監修：能村庸一
- 製作協力：松竹撮影所
- 製作：スカパー!、時代劇専門チャンネル、松竹株式会社
- 特別協賛：月桂冠

### 備考
月桂冠がスポンサーとして参加していることもあり、放送では本来のテレビCMのほか、作品とのタイアップによるオリジナルCMが放送された。内容は、雲津の弥平次役の中村梅雀・殺陣師の宇仁貫三・監督の石原興の3人が、それぞれの立場での仕事風景の後、升に注がれた月桂冠の『糖質ゼロ』を口にして一言感想を述べるというものであった。また、CMの最後には月桂冠が所有する酒蔵が、画面左下の「月桂冠は時代劇文化を応援します」のテロップと共に映し出された。